# Underhill (Londyn)
Underhill – dzielnica Londynu, w Wielkim Londynie, leżąca w gminie Barnet. Leży 16,3 km od centrum Londynu. W 2011 roku dzielnica liczyła 15 915 mieszkańców.